# Pues el mundo es hueco y yo he tocado el cielo (Star Trek: La serie original)
Pues el mundo es hueco y yo he tocado el cielo es el octavo episodio de la tercera temporada de Star Trek: La serie original. Fue el episodio número 63 en ser transmitido y el número 65 en ser producido, fue transmitido por la NBC el 8 de noviembre de 1968 y fue escrito por Rik Vollaerts y dirigido por Tony Leader.
En la versión Bluray el título de este episodio en el audio en español es dado como He tocado el cielo.
Resumen: La tripulación de la nave estelar USS Enterprise se apresura a detener un asteroide que colisionará con un planeta perteneciente a la Federación, pero descubren que el asteroide en realidad es una nave generacional habitada.

## Trama
En la fecha estelar 5476.3, el doctor McCoy, el oficial jefe médico de la USS Enterprise, descubre que tiene una enfermedad rara e incurable llamada xenopolicitemia y que sólo le queda un año de vida. Al mismo tiempo, los sensores descubren repentinamente un grupo de misiles balísticos que se dirigen hacia la nave, estas primitivas armas son fácilmente destruidas antes de que pongan en peligro la nave. Rápidamente se localiza el punto de origen de los misiles y la nave se dirige hacia allá. Este resulta ser un gran asteroide llamado Yonada, que además se encuentra en curso de colisión con el planeta de la Federación Daran V, un mundo con cerca de 4000 millones de habitantes. A menos que descubran cómo desviar al asteroide, este destruirá al planeta en poco más de un año solar.
Cuando descubren que el asteroide contiene una atmósfera respirable, Kirk organiza una partida de desembarque consistente en él mismo, el doctor McCoy y Spock que se teletransportará al interior habitable del asteroide para investigarlo en mayor detalle.
Al llegar, la partida de desembarque descubre varios cilindros de metal que surgen extrañamente desde el suelo. La partida es rápidamente capturada por un grupo de hombres humanoides que salen de los cilindros, aunque una mujer sorprendentemente hermosa parece ser su líder. La mujer se identifica como Natira, la Alta Sacerdotisa de Yonada, y le ordena a sus hombres que lleven a los prisioneros debajo de la superficie del asteroide.
Los tres oficiales son escoltados a una cámara que parece ser alguna clase de templo. Natira se arrodilla en una plataforma y ora a su dios, a quien ella llama el Oráculo. Kirk se adelanta y trata de explicar que su equipo vino en son de paz. A Natira le gustaría creer eso pero el Oráculo la amenaza con un severo castigo si ellos terminan siendo enemigos. Como una muestra de fuerza, el Oráculo ataca a la partida con un poderoso choque eléctrico que los deja inconscientes.
Kirk y Spock despiertan algún tiempo después, sin embargo, McCoy es más lento en recuperarse debido a su condición médica. Kirk le cuenta a Spock acerca de la condición de McCoy; luego un anciano entra en la habitación. El anciano les dice que los otros habitantes de Yonada no saben que se encuentran viviendo en una esfera hueca y les cuenta cómo, cuando él era joven, había escalado una alta montaña y había descubierto el secreto, les dice: "…porque el mundo es hueco y yo he tocado el cielo". En medio de la conversación se encoge por un súbito dolor y colapsa a los pies de Kirk, muerto. Un brillo rojo aparece bajo la piel en la sien del anciano. Natira llega a la habitación con una pequeña delegación y le informa a Kirk, Spock y a McCoy que el anciano fue muerto por el Oráculo por pronunciar palabras prohibidas. Kirk y su gente se dan cuenta de que el Oráculo controla a los habitantes del asteroide por medio de un dispositivo implantado llamado instrumento para la obediencia.
La salud de McCoy preocupa a Natira que demuestra rápidamente una atracción por el doctor. Natira atiende a McCoy lo que les da a Kirk y a Spock una oportunidad para explorar los alrededores. Los dos encuentran que todo el asteroide está construido artificialmente. De hecho es una gigantesca nave espacial con millones de habitantes. Pero este hecho no parece ser de conocimiento común para los habitantes de Yonada, todos excepto para el anciano muerto, que reconoció que Kirk y Spock eran visitantes del exterior.
Kirk y Spock encuentran un camino a la cámara del Oráculo, a la cual tienen prohibido entrar. Allí descubren antiguos textos grabados en la pared por una raza llamada los Fabrini. Logran enterarse de que los Fabrini construyeron la nave asteroide 10000 años atrás, antes de que su estrella se convirtiera en una supernova. Ellos crearon la nave con la esperanza de salvar a su raza, y poder trasplantarla a un nuevo mundo. Todos los actuales habitantes de Yonada son descendientes de los Fabrini.
Kirk quiere mirar más de cerca al Oráculo que él y Spock creen que no es nada más que un ordenador central, pero se esconden cuando Natira entra en la cámara para orar. Ella expresa al Oráculo que desea que McCoy se convierta en su pareja. La intrusión a la cámara del templo por parte de Kirk y Spock es descubierta y nuevamente son dejados inconscientes dolorosamente y sacados para ser castigados por su transgresión. Mientras tanto, McCoy ha estado enamorándose de Natira y expresa su deseo de permanecer en Yonada, dado que él sólo tiene un año más de vida. Acepta la propuesta de matrimonio de Natira sólo si Kirk y Spock son liberados.
Natira está de acuerdo, pero solo si McCoy se queda en Yonada, el Oráculo exige que a él se le instale un implante con un dispositivo de castigo como a todos los otros habitantes del asteroide. McCoy acepta bajo la condición de que Kirk y Spock sean liberados. Estos intentan convencer a McCoy de que regrese con ellos ya que la Flota Estelar destruirá a la nave generacional si no logra desviarla, pero McCoy está convencido de permanecer en Yonada; y ellos regresan al Enterprise sin McCoy. Kirk, sin embargo, no tiene oportunidad para revelar el secreto de Yonada y alerta a Natira acerca de su inminente destrucción. McCoy se somete al procedimiento para implantar el dispositivo y una vez hecho, se realiza la ceremonia de casamiento con Natira.
Después del matrimonio, se le permite a McCoy mirar el libro del pueblo, el texto sagrado que revela información sobre numerosos sistemas solares y de la tecnología Fabrini. McCoy contacta excitado al Enterprise usando su comunicador para informarles acerca de su descubrimiento, pero el Oráculo descubre lo que él está haciendo y activa el dispositivo de castigo que está implantado en McCoy, cortando todas las comunicaciones entre McCoy y el exterior.
Rápidamente Kirk y Spock se teletransportan de regreso a Yonada para encontrar a McCoy. Lo localizan inconsciente, junto a él está Natira inconsolable. Spock opera a McCoy y quita el dispositivo de castigo. Kirk le explica a Natira que su mundo realmente es una nave espacial, y que está condenada a ser destruida si ella no convence al Oráculo de alterar el curso. Natira cree que la historia de Kirk es verdadera y confronta al Oráculo y le exige la verdad. El Oráculo responde a su blasfemia con un ataque de dolor creado por el dispositivo de castigo implantado en ella que casi la mata.
McCoy, libre ahora del dispositivo de castigo, se apresura en llegar al lado de Natira y comienza a quitar el implante. Kirk y Spock se apresuran en llegar a la cámara del templo para recuperar el libro y encontrar una forma de apagar el ordenador del Oráculo. Este se vuelve furioso por los intentos de estos y las piedras que rodean la cámara comienzan a calentarse tanto que brillan rojo, lo que causa que Kirk y Spock retrocedan, pero no antes de haber podido recuperar el libro. Kirk y Spock logran encontrar una entrada a través de las defensas del Oráculo y apagan la máquina. Al mismo tiempo, descubren un acceso a una habitación secreta desde donde se puede controlar la nave asteroide.
Con el Oráculo inutilizado, Kirk y Spock entran en la sala de control y se dan cuenta de que un mal funcionamiento del sistema de navegación ha desviado a Yonada del curso planeado. Kirk y Spock hacen las reparaciones necesarias y corrigen el curso del antiguo sistema de navegación, y Yonada retoma el curso apropiado, salvándose a sí mismo y a Daran V.
A continuación Kirk y Spock descubren los registros médicos de los Fabrini, que incluyen una cura para la xenopolicitemia. McCoy regresa al Enterprise para ser sometido a un exitoso tratamiento, pero espera ver a su esposa Natira nuevamente, una vez que los habitantes de Yonada lleguen a su nuevo hogar en poco más de un año.

## Remasterización por el aniversario de los 40 años
Este episodio fue remasterizado en el año 2006 y transmitido el 27 de enero de 2007 como parte de la remasterización por el aniversario de los 40 años de la serie original. Fue precedido una semana antes por la versión remasterizada de Un lugar jamás visitado por el hombre y seguido una semana más tarde por la versión remasterizada de Viaje a Babel". Además del audio y video remasterizado, y todas las animaciones de la USS Enterprise realizadas por CGI que es el estándar de todas las revisiones, los cambios específicos para este episodio son:
- Nuevos efectos CGI para el asteroide Yonada.
- También fue revisada la secuencia de apertura donde los misiles atacan al Enterprise.

## Recepción
Zack Handlen del The A.V. Club calificó al episodio con una 'B-', describiéndolo como teniendo potencial, pero que no logra debido a un guion que falló en rescatar ese potencial. Sleepy Hollow escribió una canción con el mismo nombre basada en este episodio, que fue publicada en sus álbumes Legend y Lazarus project, el primero de los cuales presenta un clip del episodio.

## Nota
- Esta obra contiene una traducción  derivada de «For the World Is Hollow and I Have Touched the Sky» de Wikipedia en inglés, concretamente de esta versión, publicada por sus editores bajo la Licencia de documentación libre de GNU y la Licencia Creative Commons Atribución-CompartirIgual 4.0 Internacional.